# La tradizione del Natale
La tradizione del Natale (Hometown Christmas) è un film per la televisione del 2018 diretto da Emily Moss Wilson.

## Distribuzione
Il film è stato distribuito nel 2018.